# Бодіско Микола Андрійович

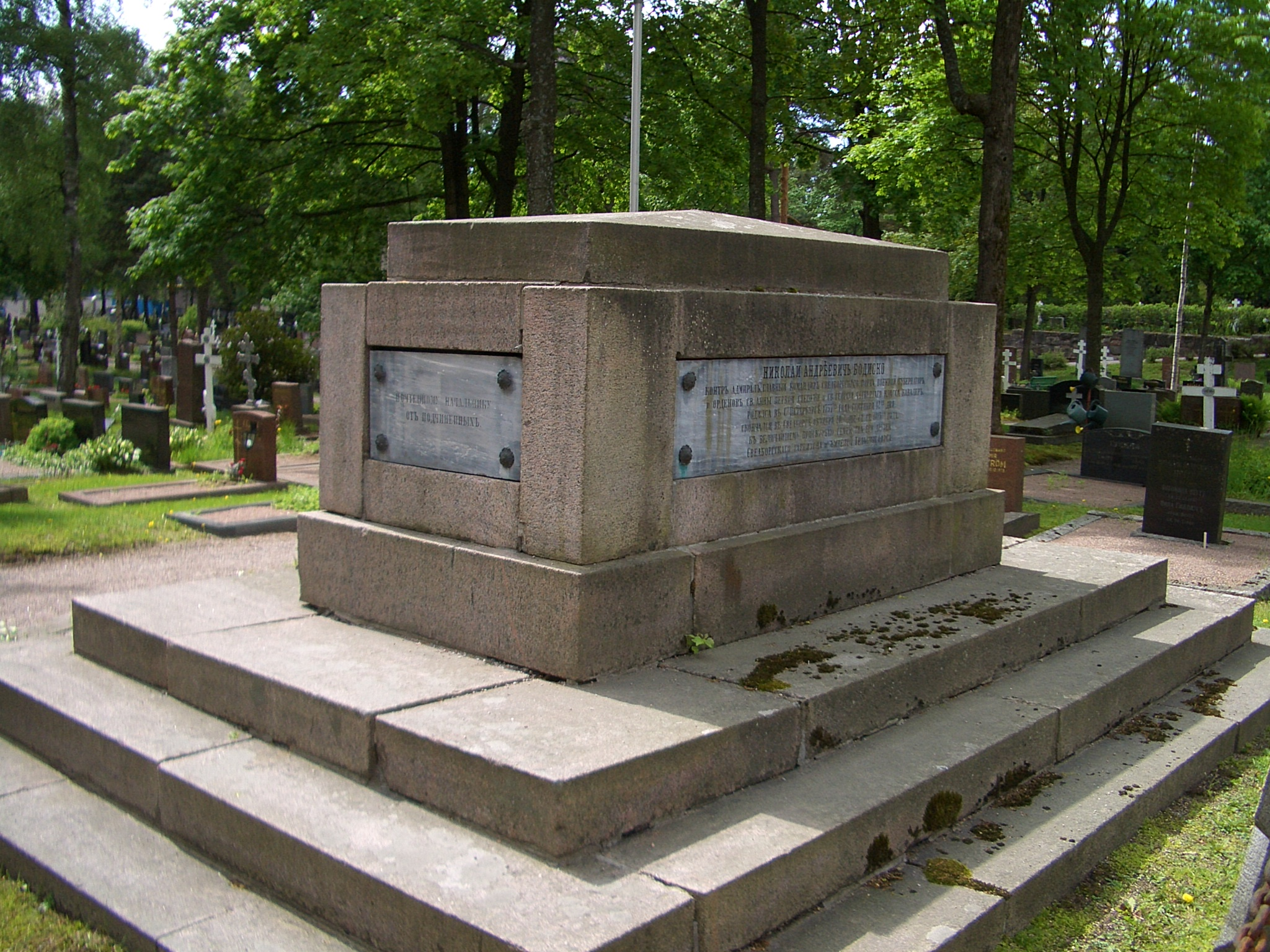
Надгробок на могилі контр-адмірала Бодіско на православному цвинтарі у Гельсінкі

Микола Андрійович Бодіско (1756–1815) — російський контр-адмірал, головний командир Свеаборзького порту.

## Життєпис
Народився 23 вересня 1756 року у Санкт-Петербурзі.
Освіту здобував у Морському кадетському корпусі, 1777 року отримав звання мічмана. У 1780–1781 роках служив в ескадрі контр-адмірала Івана Борисова, разом з якою перейшов з Кронштадта до Ліворно й назад, а у 1782–1784 роках — в ескадрі віце-адмірала Василя Чичагова знову ходив до Ліворно.
1786 року Бодіско вже сам командував придворною яхтою «Счастие», а 1787 увійшов до складу навколосвітньої експедиції капітана Григорія Муловського, але через війну зі шведами експедицію було скасовано.
1788 року Бодіско отримав звання капітан-лейтенанта та, командуючи транспортом «Сокол», брав участь у Гогландській битві, після чого прийняв у командування шведський корабель «Принц Густав» і доставив на ньому до Кронштадта полонених.
Командуючи фрегатом «Надежда Благополучия» у загоні 2-го рангу Якова Тревенена, брав участь у Гангутській битві, а потім до пізньої осені ходив у Балтійському морі. 15 липня 1789 у складі ескадри адмірала Чичагова брав участь в Еландській битві, 2 травня 1790 — у Ревельській, а 22 червня — у Виборзькій, де взяв з бою в полон чотири шведських канонерських човни і два транспорти, а 6 липня був нагороджений орденом Святого Георгія 4 ступеня.
1793 року, командуючи фрегатом «Венус», ходив до Голландії та Англії з графом д'Артуа, а у 1795–1797 роках; командуючи тим же фрегатом, ходив в ескадрі віце-адмірала Петра Ханикова поблизу берегів Англії та крейсирував з англійською ескадрою у Німецькому морі.
1798, командуючи кораблем «Емгейтон», крейсирував біля Догерорта, а 17 листопада отримав звання капітана 1 рангу та був звільнений у відставку за клопотанням. У серпні 1801 знову вступив на службу й командував кораблями на Ревельському рейді. 1804 отримав чин капітан-командора, а 1808 — контр-адмірала.
Як командир сухопутного 2-тисячного загону прийшов з Лібави та 22 квітня заволодів островом Готланд, але невдовзі був змушений залишити його через атаку шведського загону чисельністю 5000 осіб під командуванням Рудольфа Сегерстрема. За ту експедицію Бодіско був нагороджений орденом святої Анни 1 ступеня, але потім постав перед судом і 26 травня 1809 був звільнений зі служби «за видалення з острова Готланд сухопутних військ, що були під його начальством, та складання зброї без опору», засланий до Вологди та позбавлений ордена святої Анни.
4 жовтня 1811 був реабілітований та знову вступив на службу, а 7 листопада 1812 став головним командиром Гельсінгфорса та Свеаборзького порту. 24 липня 1814 знову був нагороджений орденом святої Анни 1 ступеня.
Помер 1 листопада 1815 року у Свеаборзі. Похований на православному цвинтарі у Гельсінкі в районі Лапінлахті.

## Родина
Був одружений (з 21 березня 1791) з Кароліною Вістінгаузен (?—1831).
Діти:
- Олександр (1795–1862) — генерал-майор з 1843 року
- Леонтій
- Едуард
- Федір (?—1851)
- Костянтин (?—1882) — генерал-лейтенант з 1874 року
- Микола (помер немовлям)
- Катерина
- Амалія (Марія) — була одружена з Федором Мірковичем
- Анна
- Олександра — була одружена з бароном Гізінгером